# Amato Lusitano
João Rodrigues de Castelo Branco (în spaniolă Juan Rodrigo de Castelo Branco), cunoscut ca Amato Lusitano sau Amatus Lusitanus (1511 Castelo Branco –  21 ianuarie 1568, Salonic) a fost medic portughez de etnie ebraică. A trăit o mare parte a vieții în Flandra, în Italia și la Salonic, în Imperiul Otoman. Asemeni lui Ibn al-Nafis și Michael Servetus este considerat unul din precursorii descoperirii mecanismului circulației sanguine, de asemenea descoperitorul valvelor din vene.

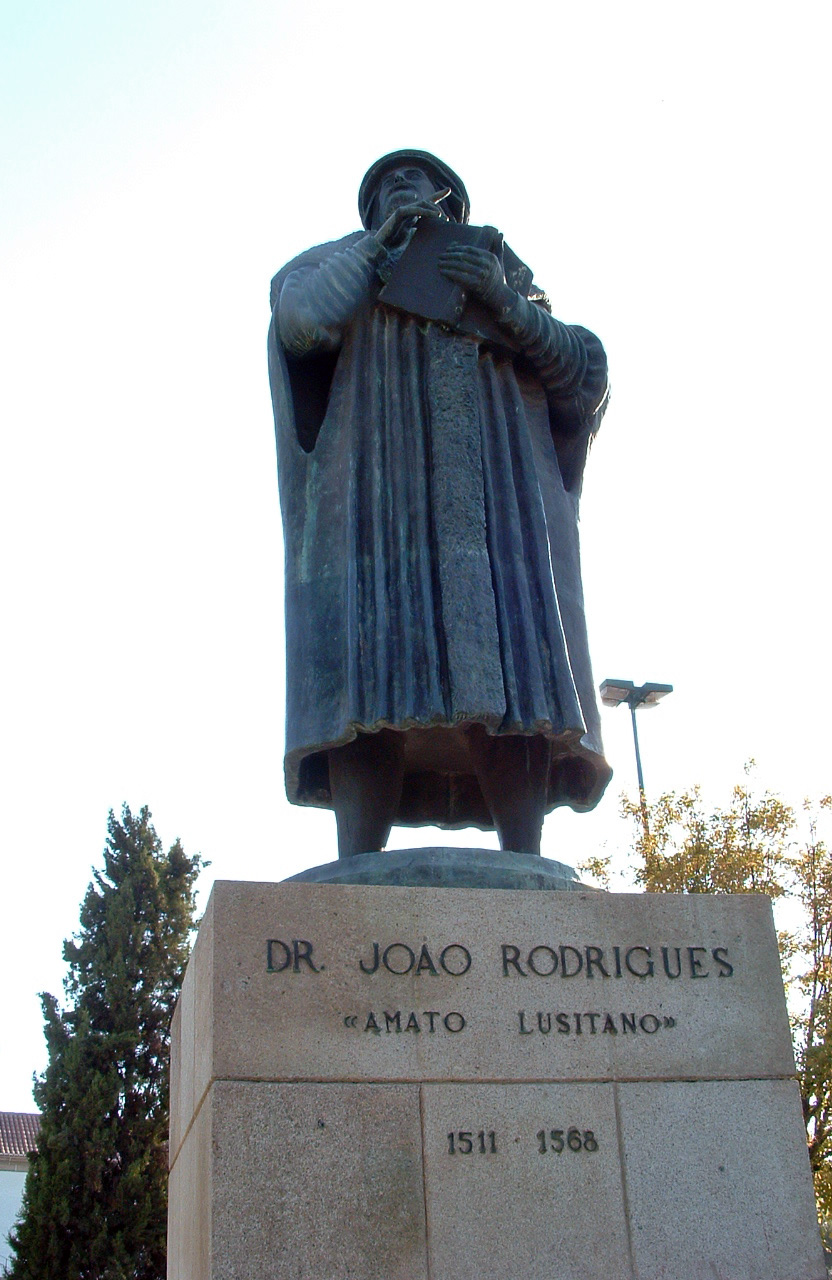
Statuia lui Amato Lusitano în centrul oraşului său natal, Castelo Branco, în grădina Amato Lusitano, unde sunt plantate câteva din plantele medicinale menţionate în lucrările sale.

## Viața
S-a născut în 1511 la Castelo Branco sub numele de João Rodrigues într-o familie de evrei ce fuseseră convertiți cu forța în anul 1497 la creștinismul romano-catolic. Nu se știu detalii despre familia sa - dacă era recent venită din Spania sau trăia de generații în Portugalia. Se cunosc numele a doi frați ai săi, Pedro Brandão și José Amado. Deoarece a fost cunoscut ca Amatus, există ipoteza după care numele originar al familiei era Haviv, în ebraică „iubit” sau „îndrăgit”.
A studiat medicina și botanica, s-ar putea, mai întâi la Universitatea din Coimbra, dar mai ales la universitatea din Salamanca, în Spania, unde s-a distins.
La terminarea studiilor s-a întors în Portugalia, unde a practicat medicina la Lisabona în anii 1533-1534, dar a fost nevoit s-o părăsească de teama prigoanei Inchiziției locale, care îi urmărea pe acei așa numiți „noi creștini” despre care existau suspiciuni ori denunțuri că ar practica încă, pe ascuns, religia iudaică a strămoșilor lor. Amatus Lusitanus a dus, din cauza originii sale, o viață de pribegie, nevoit fiind să-și schimbe reședința tot la câțiva ani și în alte regiuni ale Europei.
Pe la 1533 îl găsim la Antwerpen unde practica medicina, fiind expert în fitoterapie, datorită pregătirii sale în botanică. Între pacienții săi s-au numărat și primarul de atunci al orașului, consulul Portugaliei și renumita femeie de afaceri de origine evreiască Doña Gracia Mendes.
În cele din urmă a părăsit imperiul habsburgic, locuind pentru o scurtă vreme în Olanda și Franța, și apoi stabilindu-se în peninsula italică, la Ferrara(1541-1547), unde domnea un principe luminat - ducele Ercole al II-lea d'Este. Sub numele de Amatus Lusitanus (Amatus Portughezul), dr. João Rodrigues de Castelo Branco a predat la Facultatea de medicină de la universitatea locală, unde a devenit faimos prin lecțiile sale de disecție.
A trăit un timp în Statul Papal, la Ancona (1547-1550) și la Roma (1550-1553), ca medic personal al papei Iulius al III-lea, apoi din nou câțiva ani la Ancona (1553-1555),
 După decesul papei Iulius al III-lea, a cărui soră, Jacoba del Monte, i-a fost și ea pacientă, și după urcarea pe scaunul pontifical a lui Paulus al IV-lea, intolerant față de evrei, inclusiv față de cei  convertiți din Ancona, situația în localitate s-a  schimbat. Atacat virulent cu argumente antiiudaice de către medicul și botanistul rival Pietro Andrea Mattioli din Viena (Apologia adversus Amatum Lusitanum, Veneția, 1558), și după ce într-un jaf și incendiu al casei sale a pierdut toate scrierile și documentele și după ce s-a interzis medicilor evrei din Statul Papal să mai trateze pacienți creștini, Amatus a fost nevoit să se refugieze la Pesaro în anul 1555. Refuzând mai înainte oferta regelui Poloniei Sigismund al II-lea August de a lucra in serviciul acestuia și primind, după o lungă așteptare, permisiunea de a se stabili în republica, considerată mai liberală, a Ragusei (azi Dubrovnik în Croația) (1555-1558). Nefiind numit în postul de medic șef, pe care îl dorise, a hotărât în cele din urmă să emigreze de acolo în Imperiul Otoman, la Salonic, în Macedonia, unde, în condițiile toleranței religioase din partea autorităților turcești, a putut să revină la credința și la identitatea evreiască, în sânul însemnatei comunități de evrei aflate acolo. Aici a scris ultima din cele șapte Centurii ale sale.
A murit la Salonic în anul 1568, se pare, în timpul unei epidemii de ciumă. Se spune că prietenul său, poetul Diogo Pires (Didacus Pyrrhus Lusitanus) a compus un epitaf pentru  mormântul său, dar nici mormântul, nici epitaful nu s-au păstrat.

## Opera

### Experiențele asupra circulației sanguine
În vremea șederii sale la Ferrara, prin anul 1547, Amatus Lusitanus a efectuat faimoasele sale experiențe în fața unui public restrâns de învățați, între care confratele Giovanni Battista Canano (1515-1579), de asemenea conferențiar la Universitate. 
În cursul unor disecții pe cadavre el a pompat aer în vena azygos pentru a găsi direcția de circulație a sângelui în circulația venoasă și a arătat că vena cava nu se umflă, aerul circulând numai în direcția de la picioare spre inimă. Prin aceasta a dovedit că valvele din vene sunt menite să asigure această direcție unică de circulație. Biserica catolică acceptase drept canon teoriile medicului alexandrin Galen. Dacă existența valvelor în vene putea fi agreată, deoarece și Galen descoperise valve în ventriculul drept al inimii, în schimb direcția de circulație prevăzută de Galen era doar de la inimă spre periferie, atât prin  artere cât și prin vene, ceea ce era in contradicție cu descoperirea lui Amatus. Acest lucru, dacă era considerat ca un fapt valabil în general, și nu doar în experiența particulară respectivă, putea trece în ochii bisericii drept erezie.
Amatus spera, după cum se pare, ca unii $invățați din cei prezenți să aibă curajul să publice ceea ce el, ca „creștin nou” nu putea să facă. Rezultatele experimentului au fost 
în cele din urmă publicate și chiar predate în facultate, dar fără explicații suplimentare. Din greșeală tradiția medicală a atribuit descoperirea valvelor din vene lui Canano, colegul lui Amatus, iar mai târziu lui Fabricius (Girolamo Fabrizio) de la Universitatea din Padova.

### Scrierile
În timpul anilor la Antwerpen Amatus Lusitanus a comentat opera lui Dioscoride și a publicat cărți de fitoterapie în legatură cu aceasta: 
- Index Dioscoridis, Antwerpen, 1536
- In Dioscorides de Medica materia Librum quinque enarrationis, Veneția, 1556

De asemenea a publicat tratatele numite „cele 7 Centurii” (Curationum medicinalium centuriae septem) care, fiecare din ele includea descrierea a o sută de cazuri medicale diferite (numite „cure”), însoțite de numele pacientului, istoria lui medicală și tratamentul administrat sau recomandat. Între cazurile descrise Amatus a introdus panseuri medicale sau morale. De asemenea în Centuria a Șasea, aparută în anul 1559 la Salonic, a formulat un jurământ al medicului, în tradiția medicilor evrei ai epocii. Prima dintre Centurii a dedicat-o lui Cosimo I de Medici. Lucrările lui Amatus au intrat în patrimoniul tuturor marilor biblioteci medicale.
Învățat umanist poliglot, figură semnificativă a secolului al XVI-lea, Amatus Lusitanus știa, în afară de portugheză și spaniolă, ebraica, latina, greaca veche, arabă, franceza, italiana, germana și, se crede, și engleza.
În anul 1946 Institutul portughez de oncologie a inițiat traducerea în portugheză a operei lui Amato Lusitano.

### Precursor al chimiei și farmaceuticii științifice
Amatus Lusitanus s-a distins nu numai prin rigurozitatea observațiilor clinice, dar și prin cea a preparării medicamentelor provenite din plante, produse animale și minerale pe care le-a folosit, asa cum se reflectă în expunerile din primul volum al Centuriilor sale. Prin cercetările sale în domeniul preparării medicamentelor a fost și un precursor al chimiei și farmaceuticii moderne.

### Alte contribuții medicale
Amatus Lusitanus, ca anatomist și clinician, a făcut numeroase observații și descoperiri care se aflau în contradicție cu teoriile din antichitate ale lui Aristotel și Galen, canonizate de clerici. De pildă, a arătat ca nervii optici nu sunt goi pe dinăuntru, și că uterul uman are o cavitate nedivizata. De asemenea, a făcut o descriere a glandelor mamare cu implicații asupra tratamentului chirurgical (arătând necesitatea inciziilor multiple în caz de supurații). În cazul emfizemului pulmonar a recomandat incizii în spațiile intercostale inferioare și nu în cele superioare, pentru a permite o mai bună drenare și a nu leza diafragmul.
Între entitățile clinico-patologice pe care le-a descris figurează un caz de infarct miocardic (caz dezbătut patru secole mai târziu (1960) de către istoricul israelian al medicinii Yeshayahu Leibowicz), unul de encefalită letargică și altul de purpură, menționează boli ca sifilis, și medicamente ca guaiacum și Radix sinarum aduse din Lumea Nouă.

### Jurământul lui Amatus Lusitanus (1559)
Traducere liberă după versiunea ebraică a textului latin 
Jur în numele lui Dumnezeu cel veșnic (și al celor Zece Porunci sfinte pe care le-a dat pe Muntele Sinai lui Moise leguitorul) 
că niciodată, în slujba mea de medic, nu m-am  îndepărtat de ceea ce în bună credință ni s-a transmis nouă și seminției noastre.
că niciodată nu  m-am dedat la înșelătorii, nu am schimbat și nu mi-am exagerat evaluările pentru un câștig bănesc, și dintotdeauna m-am străduit ca învățăturile muncii mele să fie în folosul spiței omenesti.
Nu am lăudat pe nimeni, și nu am vorbit de rău pe cineva, de dragul intereselor mele personale, ci numai când adevărul a cerut-o.
Dacă am vorbit minciuni să mă lovească Dumnezeu și îngerul Rafael cu veșnica lor mânie și de acum înainte nimeni să nu-mi mai dea crezare.
În ce privește plata pentru îngrijirile medicale, nu am fost obsedat de ea, ci am îngrijit pe mulți fără vreo răsplata bănească, și cu toate acestea, cu zel.
Adesea am refuzat, cu tărie, și fără egoism, plata ce mi s-a propus, și am preferat să refac prin îngrijire atentă sănătatea pacientului decât să ma îmbogățesc pe socoteala dărniciei lui.
(mi-am  oferit serviciile în  aceeași măsură tuturor, evrei, creștini și musulmani)
Rangul inalt nu m-a influențat niciodată, ci am dat ingrijire egală săracilor și sărmanilor ca și celor de înaltă stare.
Nu m-am îndeletnicit niciodată cu a cășuna boli. Niciodată nu am favorizat un farmacist anume, ci doar atunci cand i-a învățat și pe alții să se distingă prin meșteșug și fire.
La prescrierea de leacuri, am ales calea de mijloc, călăuzit fiind de starea fizică a pacientului. 
Nu am divulgat niciodată secrete ce mi s-au încredințat cu încredere.
Niciodată nu am oferit doze pricinuitoare de moarte. 
Niciodată vreo femeie nu a avortat cu ajutorul meu.
Pe scurt, nu am făcut niciodată ceva ce nu se cuvine unui medic cinstit și onorabil.
Am avut mereu in fața ochilor pe Hipocrate și Galen, ca pilde demne de urmat, și nu am luat în rîs munca morală a unor alți învățați ce s-au distins prin meșteșugul lor.
Am avut pierderi materiale, am fost silit să pribegesc adesea pe drumuri primejdioase, am ieșit chiar în exil, dar am răbdat aceasta în liniște, și cu îndrăzneală, cum se cuvine unui filosof.
Față de numeroșii învățăcei care au venit să mă asculte, m-am purtat ca și cum ar fi fiii mei
M-am folosit de cele mai bune străduințe pentru a-i învăța, și i-am îndemnat spre fapte bune.
Cărțile de medicină pe care le-am scris le-am publicat nu dintr-o dorință de onoruri.
Un singur țel m-a călăuzit, grija, după puterile mele, pentru sănătatea oamenilor. 
Să judece alții dacă mi-am împlinit țelul, dar spre aceasta am tins și aceasta a stat în fruntea rugăciunilor mele.

## Relații cu diaspora evreilor sefarzi
Între cazurile de cură prezentate în Centuria a Șasea se află și cel al confratelui său refugiat la Ragusa, de asemenea evreu portughez converso, poetul și medicul Diogo Pires, sau Dydacus Lusitanus, fost coleg de facultate de la Salamanca, care fusese cât pe ce să moară în urma unui tratament prin luări de sânge pe care și-l aplicase pentru o presupusa ciumă.
La Antwerpen Amatus Lusitanus a cunoscut pe intreprinzatorii Don Yossef Nassí (Nací) și Gracia Mendes, care au jucat un rol important în istoria evreilor din acel secol și au încercat să încurajeze renașterea iudaismului în Palestina. Amatus Lusitanus a dedicat al cincilea tratat al Centuriilor sale lui Don Yossef Nassí. Un bun prieten in comunitatea din Salonic i-a fost medicul și traducătorul Aharon Afiya.